# Hymenobia aporea
Hymenobia aporea är en svampart som först beskrevs av William Nylander och som fick sitt nu gällande namn av D. Hawksw. & O.E. Erikss. 1992. 
Hymenobia aporea ingår i släktet Hymenobia, divisionen sporsäcksvampar och riket svampar.  Arten är reproducerande i Sverige. Inga underarter finns listade i Catalogue of Life.